# Caso Valverde

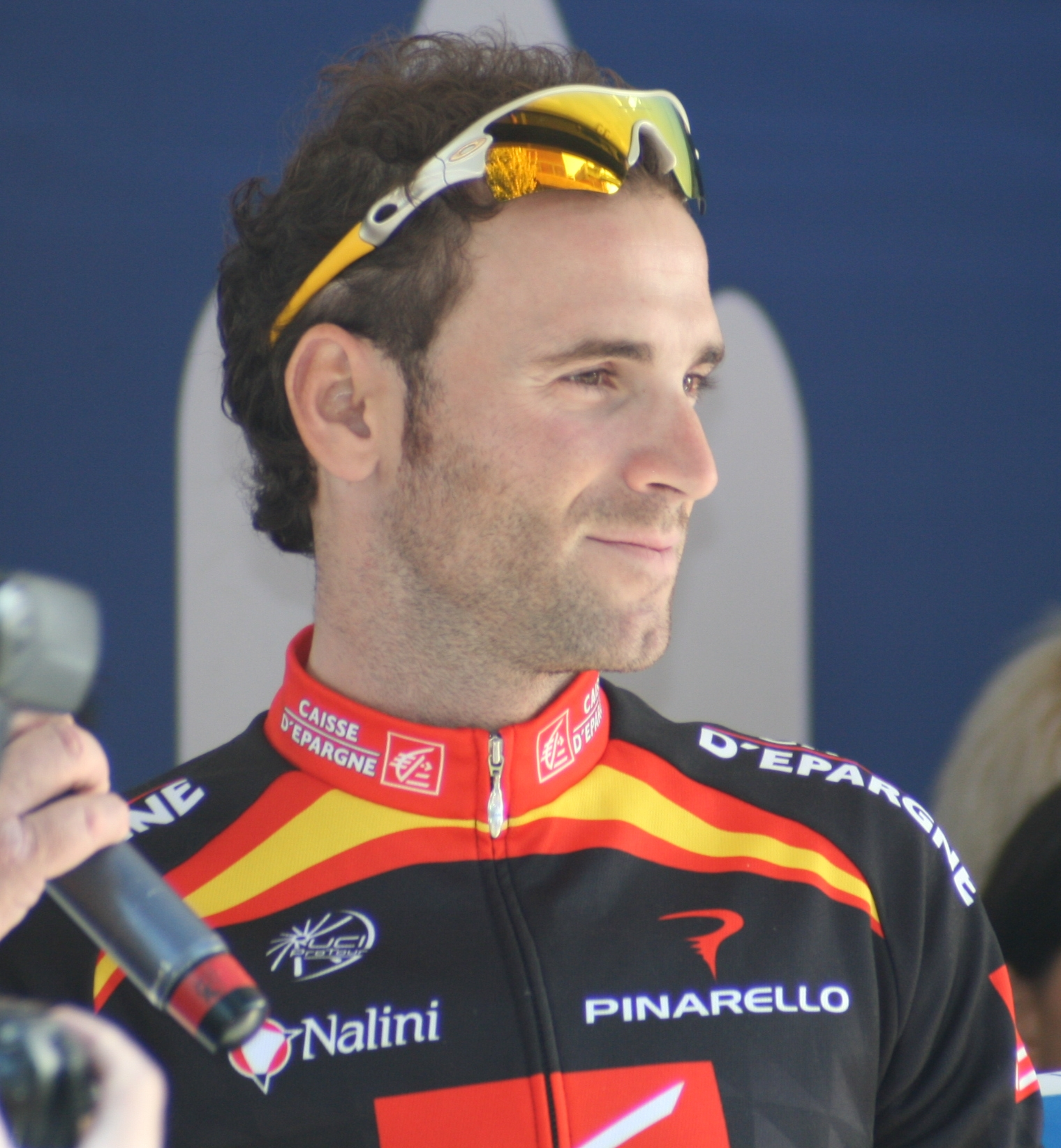
Alejandro Valverde.

Se conoce como Caso Valverde el proceso que investiga la implicación del ciclista español Alejandro Valverde en la Operación Puerto, una operación que desarticuló una red de dopaje liderada por el controvertido doctor Eufemiano Fuentes.
Esta investigación fue iniciada por el Comité Olímpico Nacional Italiano, cuyo procurador antidopaje Ettore Torri logró a principios de 2009 que la juez suplente del Juzgado de Instrucción n.º 31 de Madrid facilitase 42 muestras incautadas por la Guardia Civil durante los registros del 23 de mayo de 2006 en Madrid. Según Torri, tras cotejar la sangre de una de esas bolsas (la bolsa con el nombre en clave 18- Valv.Piti) con la sangre de Valverde (obtenida en la etapa del Tour de Francia 2008 con final en Italia) mediante la prueba del ADN, se habría identificado y confirmado que esa sangre correspondía a Valverde, y además, que debería según el CONI implicar una sanción de 2 años para el murciano. Torri pidió en consecuencia que fuera sancionado con una suspensión de dos años.
El 11 de mayo de 2009, el Tribunal Nacional Antidopaje del CONI (máximo organismo deportivo italiano), atendiendo a las pruebas presentadas y a la petición de Torri, consideró probado que Valverde era cliente de la red de dopaje del Dr. Fuentes desarticulada en la Operación Puerto y sentenció una sanción de dos años de suspensión para Valverde en territorio italiano, que podría ser universalizada por la UCI a todo el mundo. 
Valverde, que siempre ha negado las acusaciones y ha defendido su inocencia, recurrió ante el TAS, que dio una sentencia definitiva de un caso que provocó un conflicto entre las autoridades italianas y la AMA (favorables a la sanción) y las españolas (contrarias a la sanción).
El TAS certificó los procedimientos del CONI que habían probado que Valverde había sido cliente de la red de dopaje de Fuentes, fijando por ello una sanción de dos años de suspensión.

## Información previa

### El Comunitat Valenciana y Eufemiano Fuentes
Alejandro Valverde debutó como profesional en 2002 en el equipo Kelme-Costa Blanca (posteriormente, Comunitat Valenciana-Kelme), dirigido por Vicente Belda. El jefe médico del equipo era Eufemiano Fuentes, quien al finalizar la temporada abandonó el equipo, pasando a ocupar su puesto su hermana, Yolanda Fuentes.
En 2004, durante la Vuelta a España, Valverde sufrió una caída. Al llegar al hotel de Aguadulce, Valverde fue atendido por Eufemiano Fuentes, según informó el diario ABC.
Para 2005 fichó por el Caisse d'Epargne, de categoría ProTour y continuador del histórico Banesto, dirigido por Eusebio Unzué.

### La bolsa 18 y Piti
El 23 de mayo de 2006, en el marco de la Operación Puerto, la Guardia Civil desarticuló una red de dopaje dirigida por el doctor Eufemiano Fuentes, practicando cinco detenciones y varios registros en los que se incautó diversa documentación y cerca de 200 bolsas sanguíneas que pertenecerían a los clientes deportistas de la trama, a quienes les sería extraída la sangre para posteriormente reinfundírsela (dopaje sanguíneo). En el momento de su detención el doctor Fuentes portaba, además de diez teléfonos móviles, una tarjeta de los hoteles Silkon con anotaciones manuscritas, incluyendo un "Valverde", así como una revista del Tour de Francia 2006 con sus habituales símbolos, códigos y números escritos encima del recorrido de la carrera.
Entre esas bolsas halladas en los registros figuraba una con el número 18 y el nombre en clave Valv.(Piti). La sangre contenida en la bolsa habría sido extraída en 2004. En su informe sobre el caso, el instituto armado no identificó el cliente al que pertenecían esos número y nombre en clave.
Se da la circunstancia de que Valv se corresponde con las primeras cuatro letras del apellido del corredor murciano, y que Piti era el nombre de su perra pastor alemán en aquella época. Según el diario El País, sin embargo, Piti no sería el nombre de su perra sino el apodo con el que Valverde se refería cariñosamente a su novia.

## Investigación del CONI

### 11 de febrero: el CONI anuncia el caso
El 11 de febrero, el Comité Olímpico Nacional Italiano (CONI) anunció que llamaba a declarar al ciclista el 16 de febrero en el Estadio Olímpico de Roma por su presunta implicación en la Operación Puerto. El CONI afirmó que tras haber cotejado la sangre extraída a Valverde en la etapa del Tour de Francia 2008 con final en Prato Nevoso (Italia) con la sangre del envase número 18 de la Operación Puerto (envase con el nombre Valv-piti y supuestamente asociado a Valverde al coincidir con las primeras letras de su apellido, Valv, y el que se dice es el apodo de su perra, Piti), descubrieron que el ADN de ambas muestras era idéntico, vinculando directamente al ciclista con la trama de dopaje organizada por el médico Eufemiano Fuentes en Madrid. El envase número 18 (o Valv-piti) es, además, uno de los nueve envases que fueron analizados en los laboratorios de la AMA en Barcelona dando positivo por EPO. Dicho envase sería del año 2004, cuando Valverde corría en el Comunidad Valenciana de Vicente Belda.
Alejandro defendió su total inocencia, negó haber recibido notificación alguna del CONI para una citación, mostró su disposición a colaborar y anunció que tomaría las medidas legales oportunas para reclamar daños y perjuicios. La declaración de Valverde se retrasó al jueves 19 de febrero.

### Obtención de las pruebas por parte del CONI
Las autoridades españolas, en palabras del presidente de la RFEC, desconocían cómo el CONI habría logrado el envase número 18 (o Valv-piti), porque el juez instructor de la Operación Puerto, Antonio Serrano (titular del Juzgado n.º 31 de Madrid) se había negado a las peticiones realizadas por la UCI y la AMA para lograr dicho envase (al contrario de otros envases en los que sí autorizó su envío: a Alemania demostrándose la implicación de Jan Ullrich, y a Italia demostrándose la de Ivan Basso y Michele Scarponi, siendo estos dos últimos sancionados precisamente por el CONI), y la RFEC nunca llegó a intermediar pidiendo al juez que facilitara dicha muestra a los organismos que la habían solicitado. El envase número 18 (Valv-piti) (asociado a Valverde por el CONI) sería sólo una de las 42 bolsas sanguíneas logradas por el CONI del total de incautadas por la Guardia Civil durante la Operación Puerto en la consulta del doctor Fuentes en Madrid en la primavera de 2006.
Posteriormente se supo cómo el CONI obtuvo dichos envases: realizó una petición para obtener las muestras que se guardaban en el laboratorio de Barcelona a la Justicia española, concretamente al juez Serrano (del Juzgado 31 de Madrid), instructor de la Operación Puerto. Éste, quien se había negado a facilitar dichas muestras anteriormente, se encontraba en ese momento de vacaciones, y la jueza suplente, Ana Teresa Jiménez Valverde, al recibir la orden urgente italiana, dio su aprobación para que los envases se facilitaran a las autoridades italianas.

### Conflicto entre Italia y España
El miércoles 18 de febrero, un día antes de la vista en Roma, el juez Serrano emitió un auto urgente que anulaba las actuaciones del CONI contra Valverde, argumentando un formalismo legal: la fiscalía antidopaje del CONI depende del ministerio de Cultura italiano y no del de Justicia, y el juez afirmaba que las pruebas de un proceso legal no pueden utilizarse en la jurisdicción deportiva. En la declaración en el Estadio Olímpico de Roma del jueves 19 de febrero, la defensa del corredor proclamó su inocencia y afirmó que el CONI no tiene jurisdicción para investigar el caso. El procurador antidopaje Ettore Torri, sin embargo, dijo que el CONI posee plena competencia para dilucidar el caso aunque el deportista sea extranjero, y se reafirmó en su acusación al contar con la certeza del ADN. Tras la declaración, el CONI concedió un plazo de quince días a la defensa del corredor para argumentar con razones jurídicas que el CONI no podía investigar el caso. Los abogados del ciclista indicaron que, aunque efectivamente el CONI puede investigar a deportistas no italianos, la orden que le autoriza data de 2007, por lo que no podría investigar a Alejandro al ser su caso anterior a esa fecha. El CONI recurrió al Juzgado 31 de Madrid el auto del juez Serrano para poder utilizar el envase número 18 (Valv-piti) para sancionar a Alejandro, alegando que la petición realizada (y aprobada por la jueza suplente), pese a llevar el membrete del CONI, estaba firmada y doblemente sellada por Paolo Ferraro, fiscal de la República italiana (es decir, dependiente del ministerio de Justicia italiano, no del de Cultura).
El presidente del CONI, Gianni Petrucci, criticó (en declaraciones al diario italiano La Repubblica publicadas el 6 de marzo) a la Justicia española por su inmovilismo a la hora de investigar el caso, y realizó las siguientes afirmaciones:
Es bastante triste que hayamos tenido que intervenir nosotros, pero si no llega a ser así, no habría pasado nada. Nosotros combatimos el dopaje. Lo que quiere decir que vamos en busca de casos y, por desgracia, a veces los encontramos. Otros no lo hacen. Era (la Operación Puerto) la acción antidopaje más grande realizada, pero las bolsas con la sangre (incautadas al médico Eufemiano Fuentes) han desaparecido. Algunas pruebas no han sido nunca analizadas. Los investigadores han sido trasladados y los fiscales han dejado de trabajar cuando estaban en el mejor momento.
El CONI fijó el juicio a Valverde para el 11 de mayo. Entre los organismos que han pedido participar en el juicio está la UCI (representada por el coordinador de su Comisión Médica, el doctor Mario Zorzoli). La RFEC (que defiende a Valverde) pidió participar también en el caso, pero el Tribunal Nacional Antidopaje del CONI rechazó esa petición. Valverde anunció el 5 de mayo que presentaba una denuncia contra Ettore Torri por desobediencia judicial y falsedad documental. La RFEC, sin conocer las pruebas del CONI contra Valverde, se sumó a la defensa del corredor, centrando dicha defensa en desacreditar al CONI como organismo competente para juzgar el caso (pidiendo su inhibición) y dando a la actitud de la máxima autoridad deportiva italiana el calificativo de lamentable.

### Juicio y sanción de dos años en Italia
En el juicio del 11 de mayo de 2009, el Tribunal Nacional Antidopaje del CONI, atendiendo a las pruebas y la solicitud del procurador antidopaje Ettore Torri, decretó una sanción de dos años de suspensión para participar en carreras en suelo italiano. Durante el juicio, tanto la AMA como la UCI respaldaron la sanción de dos años de suspensión, y la AMA, en palabras de su presidente John Fahey, mostró tras el juicio su satisfacción por la sanción.
Valverde se convertía así en el primer cliente confirmado de la red de dopaje de Eufemiano Fuentes desarticulada en la Operación Puerto que no había sido identificado previamente en su informe por la Guardia Civil, y también en el primer deportista español confirmado.
Como consecuencia de esta suspensión, Valverde no compitió en el Tour de Francia 2009 al transcurrir la 16.ª etapa de la ronda gala por territorio italiano.
Cumpliendo los plazos administrativos, el TNA publicó un mes después (el 11 de junio) su sentencia (de 24 folios y firmada por su presidente, Francesco Plotino) condenatoria, en la que defendía su competencia para juzgar el caso y las pruebas (incluida la de ADN) que a su juicio demostraban la culpabilidad de Valverde.

## A la espera del TAS y la UCI

### Recurso ante el TAS
La sanción del CONI, recurrida por Valverde ante el TAS ese mismo 11 de mayo, podría universalizarse por orden de la UCI impidiendo a Valverde participar en cualquier carrera, dentro o fuera de Italia, durante los dos años de suspensión. El ciclista, indignado, centró su defensa en la incompetencia del CONI para juzgar el caso.
El Secretario de Estado para el Deporte español, Jaime Lissavetzky, aseguró que había "una serie de dudas e interrogantes" sobre si el CONI había actuado de acuerdo a la legalidad y se refirió al TAS como "el único órgano" que podía tomar "una decisión definitiva".

### Dinamarca, a favor de la sanción
Por su parte, la Federación Danesa de Ciclismo (DCU) anunció que, en consonancia con la prueba de ADN presentada y la sanción impuesta por el CONI, no permitiría a Valverde tomar parte en la Vuelta a Dinamarca (prueba HC del UCI Europe Tour) en caso de que su equipo, el Caisse d'Epargne, decidiera inscribirle para dicha prueba. El presidente de la DCU Jesper Worre, que pidió que la UCI universalice la sanción de dos años a todo el mundo, justificó su decisión con la siguiente explicación:
Comparando un análisis de sangre del pasado Tour de Francia con otro de la clínica de Fuentes se ha probado que Valverde fue cliente suyo. Y no oímos a Valverde negarlo, sólo poner en duda que los italianos tengan derecho a juzgarlo porque es español. No hay razones para dudar del resultado del CONI.
Valverde anunció que emprenderá acciones legales contra el presidente de la DCU para pedir daños y perjuicios.

### Demandas de Valverde
Alejandro Valverde inició una serie de demandas en los juzgados españoles contra las siguientes personas:
- Siete miembros del TNA: Francesco Plotino (presidente), Luca Fiormonte, Luca Amato, Silvia Chiappalupi, Luigi Di Maio, Antonio Marra y Luca Marafiotti.

- AMA

- Ettore Torri, procurador antidopaje del CONI

- Jesper Worre, presidente de la Federación Danesa de Ciclismo (DCU)

### Excluido por su equipo del Tour
El equipo de Valverde, el Caisse d'Epargne dirigido por Eusebio Unzué, decidió excluir al ciclista de su lista de corredores para el Tour de Francia 2009. Así, mientras se disputaba la Grande Boucle, Valverde corrió la Vuelta a la Comunidad de Madrid, en la que fue segundo.

### Valverde sigue compitiendo fuera de Italia
A la espera de las decisiones del TAS y la UCI, Valverde siguió compitiendo tras la sanción de dos años para Italia en carreras de fuera del país transalpino. 

#### 2009
Así, se impuso en la Volta a Cataluña, y la Dauphiné Libéré.

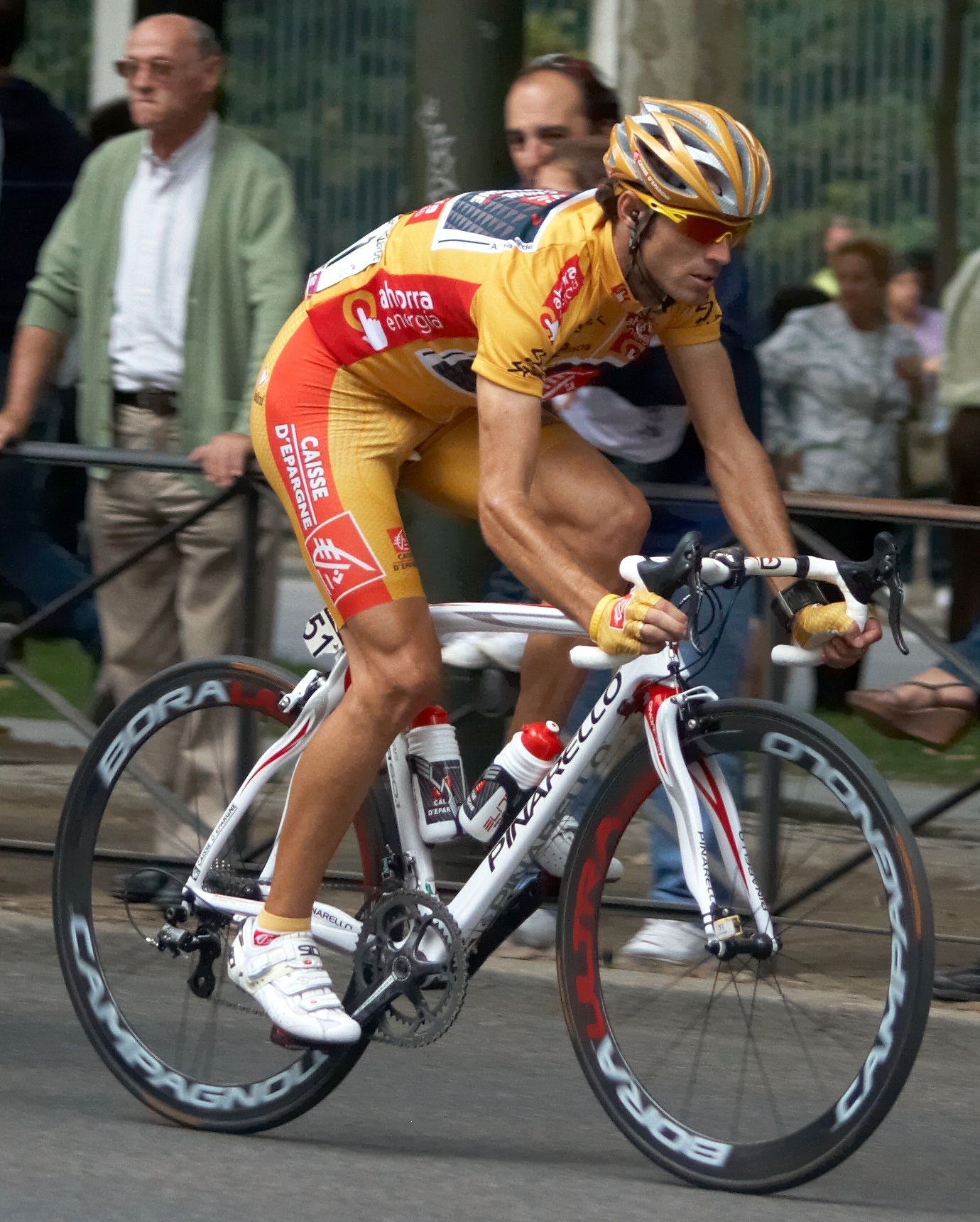
Valverde, con el maillot oro en la Vuelta.

Valverde confirmó los pronósticos que le señalaban como favorito y ganó la Vuelta a España en septiembre, logrando así su primer triunfo en la general de una de las tres grandes vueltas. El corredor murciano subió a lo alto del podio de Madrid enfundido con el maillot oro, acompañado por Samuel Sánchez (Euskaltel-Euskadi) y Cadel Evans (Silence-Lotto), segundo y tercero respectivamente.

#### 2010
Ryder Hesjedal, en declaraciones a Cyclingnews, aseguró que le resultaba frustrante encontrarse con Valverde compitiendo en otros países mientras estaba sancionado para correr en Italia y se mantenía pendiente la decisión sobre si esa suspensión se universalizaría o no. El canadiense dijo que aunque prefería no pensar en ello, no era una situación que le ayudara a motivarse.

### Hotel no italiano para el Mundial
Valverde fue uno de los nueve ciclistas españoles convocados por el seleccionador para participar en el Campeonato del Mundo de ruta que se celebraría el 27 de septiembre en Mendrisio (Suiza). El combinado español tenía previsto hospedarse en un hotel de Como (Italia), cerca de la frontera con el país helvético. La decisión de que la selección se hospedase en Italia provocó recelos en la prensa por las posibles dificultades que pudiera tener Valverde con las autoridades italianas, al encontrarse sancionado por dopaje en dicho país.
Finalmente la RFEC decidió cambiar de hotel y alojarse en un hotel de Lugano (Suiza), de manera que Valverde no tuviera que pisar suelo italiano, en orden a preservar el debido sosiego y la preparación de cara al Mundial. Valverde finalizó noveno en la prueba en ruta.

## TAS: juicio y condena
El TAS anunció en un primer momento que la audiencia del caso se celebraría el 16 de noviembre, aunque posteriormente se aplazó la cita.
El 15 de diciembre se fijaron de forma definitiva las fechas en las que se celebrarían las dos audiencias pendientes referidas al caso:
- el recurso del corredor a la sanción del CONI sería tratado entre el 12 y el 14 de enero de 2010.[51]
- el recurso de la UCI y la AMA contra Valverde y la RFEC se celebraría del 18 al 21 de marzo de 2010.[51]

### Audiencias

#### CONI
El 13 de enero los abogados de Valverde denunciaron la ilegalidad de la comisión rogatoria gracias a la cual las autoridades italianas habían logrado la bolsa 18-Valv.(Piti) (firmada por la jueza suplente española, y anulada por el juez titular Serrano tiempo después). Sin embargo, el abogado de la UCI respondió que la legislación española vigente prohibía suspender una comisión rogatoria.
El procurador antidopaje del CONI y precursor del caso, Ettore Torri, realizó las siguientes declaraciones:
Valverde es un dopado. La sola intención de hacer uso de la bolsa de sangre lo sitúa contra el código de la AMA (...). La ley debe ser para todos igual.

#### El CONI, competente para sancionar
El TAS reconoció en la primera jornada del juicio que el CONI era competente para sancionar a Valverde, ya que la sanción de dos años impuesta por el organismo italiano hacía referencia a una suspensión para disputar carreras en suelo italiano. El TAS consideró que al tratarse de una sanción para el territorio italiano, la sanción debía ajustarse a la legislación italiana. 
De esta forma, el TAS desestimó la defensa de Valverde basada en la supuesta no competencia del CONI.
Valverde dijo que no conocía a Eufemiano Fuentes, a quien se refirió como "el hermano de la doctora del equipo" Yolanda Fuentes.

#### Manzano
El 13 de mayo testificó ante el TAS Jesús Manzano, exciclista y compañero de Valverde en el Kelme en 2003. Manzano había confesado al Diario As en marzo de 2004 su dopaje en el seno del equipo Kelme, y sus revelaciones habían sido probadas durante la investigación de la Guardia Civil.
Durante su intervención Manzano se reafirmó en sus declaraciones.

### Sentencia condenatoria

#### Validación de la investigación del CONI
Al hilo de la actitud de la RFEC contraria a iniciar investigación alguna sobre Alejandro Valverde aduciendo que el juez Serrano les había prohibido utilizar las pruebas recabadas en la Operación Puerto, el TAS calificó de "cuestionables" las razones esgrimidas por la RFEC, ya que no era objeto de dicho proceso judicial, y aunque lo fuera no veía motivo para no abrir un expediente al corredor y actuaciones preliminares con las pruebas que Serrano no había declarado inutilizables, como el Documento 116. Aunque valoró como "comprensible" la negativa de la RFEC a iniciar acciones disciplinarias contra Valverde al poder sentirse atada por las sucesivas órdenes de Serrano (a pesar de no haber motivos para ello "desde un punto de vista objetivo"), el TAS se sintió en la necesidad de advertir a las federaciones nacionales sobre el riesgo de ser "excesivamente indulgentes" con sus deportistas.

#### Anulación de resultados del 2010
La UCI anuló los resultados obtenidos por Valverde desde el 1 de enero de 2010, siendo borrado de las clasificaciones. Esa decisión hizo que aquellos ciclistas que hubieran finalizado por detrás de Valverde avanzaran un puesto.
Como consecuencia de ello, Simon Špilak fue declarado ganador del Tour de Romandía, cuya última etapa fue a su vez adjudicada a Igor Antón. Por otra parte, Óscar Freire pasó a ser el ganador de las dos primeras etapas de la Vuelta al País Vasco.

#### Reacciones

##### AMA y UCI
El presidente Pat McQuaid declaró que la UCI estaba "muy satisfecha" con la sentencia del TAS.
La AMA, en un comunicado, mostró su satisfacción por una resolución que demostraba que Valverde "cometió una violación de la normativa antidopaje".

##### CONI
El presidente del CONI, Giovanni Petrucci, se felicitó por la sentencia del TAS que corroboraba sus procedimientos y su decisión de sancionar a Valverde, calificándola como "una victoria de la ética y de la corrección". Petrucci felicitó además a los organismos que habían trabajado para llegar a esa resolución, con un recuerdo especial para la Fiscalía antidopaje del CONI, impulsora del proceso.

##### RFEC
El presidente de la RFEC, Juan Carlos Castaño, calificó la sentencia condenatoria contra Valverde de "injusta" y "un palo grande", y dijo que la UCI, la AMA y el CONI se habían "salido con la suya", a pesar de que en el momento de realizar esas valoraciones no había leído la sentencia del TAS. La sentencia del máximo órgano deportivo, que validaba el procedimiento del CONI y hacía extensible su sanción a todo el mundo, contradecía la postura que había mantenido RFEC proclamando la supuesta no competencia del CONI en el caso, habiendo llegado a calificar la intervención del organismo italiano de "lamentable situación".
Castaño expresó su respeto y acatamiento de una sentencia que consideró "triste y dura para el ciclismo español, entre otras cosas por ser quien es el afectado".

##### Valverde
Alejandro Valverde dijo que el asunto por el que había sido declarado culpable de dopaje y sancionado con dos años de suspensión era "una cosa muy antigua, de hace bastante tiempo". El murciano apuntó que le habían quitado un peso de encima con la confirmación oficial de su sanción y dijo sentirse "tranquilo" porque había hecho "lo mejor".
Valverde, que tachó la sentencia del TAS de "totalmente injusta e ilegal", anunció su intención de recurrir ante el Tribunal Federal Suizo.
También aseguró que Pat McQuaid, presidente de la UCI, "deja mucho que desear".

##### Caisse d'Epargne
El equipo de Alejandro Valverde, el Caisse d'Epargne, indicó que aunque acataba la sentencia del TAS la consideraba "totalmente injusta e incoherente". El equipo quiso también dejar constancia pública de que los hechos por los que su corredor había sido condenado por dopaje eran en cualquier caso anteriores a su ingreso en la estructura navarra en 2005.
El director general del equipo, Eusebio Unzué, calificó la sentencia de "un golpe bajo", y siguió contando como propios los puestos (victorias, segundos y terceros puestos) de Valverde, a pesar de que la UCI había anulado todos sus resultados.
José Iván Gutiérrez, ciclista del equipo y compañero de Valverde, publicó una carta abierta en apoyo a su hasta entonces jefe de filas en el que calificó el caso como "la mayor injusticia que he vivido nunca".

##### Otros
Alberto Contador (Astana) dijo que no era bueno que decisiones como la sanción a Valverde tardaran tanto años en tomarse, y apuntó a la necesidad de plantearse cómo tomar esas decisiones de manera más rápida.